# Tulebo
Tulebo est une localité de Suède située dans la commune de Mölndal du comté de Västra Götaland. Elle couvre une superficie de 0,35 km2. En 2010, elle compte 213 habitants.